# Wojciech Rubinowicz
Wojciech Rubinowicz (n. 22 februarie 1889, Sadagura, din Austro-Ungaria - 13 octombrie 1974, Varșovia, din R.P. Polonă) a fost un fizician polonez, renumit pentru cercetările sale în domeniile: mecanicii cuantice, fizicii matematice, teoriei radiației. Este autorul reprezentării "Maggie-Rubinowicz" a formulei pentru difracția lui Gustav Kirchhoff.

## Biografie

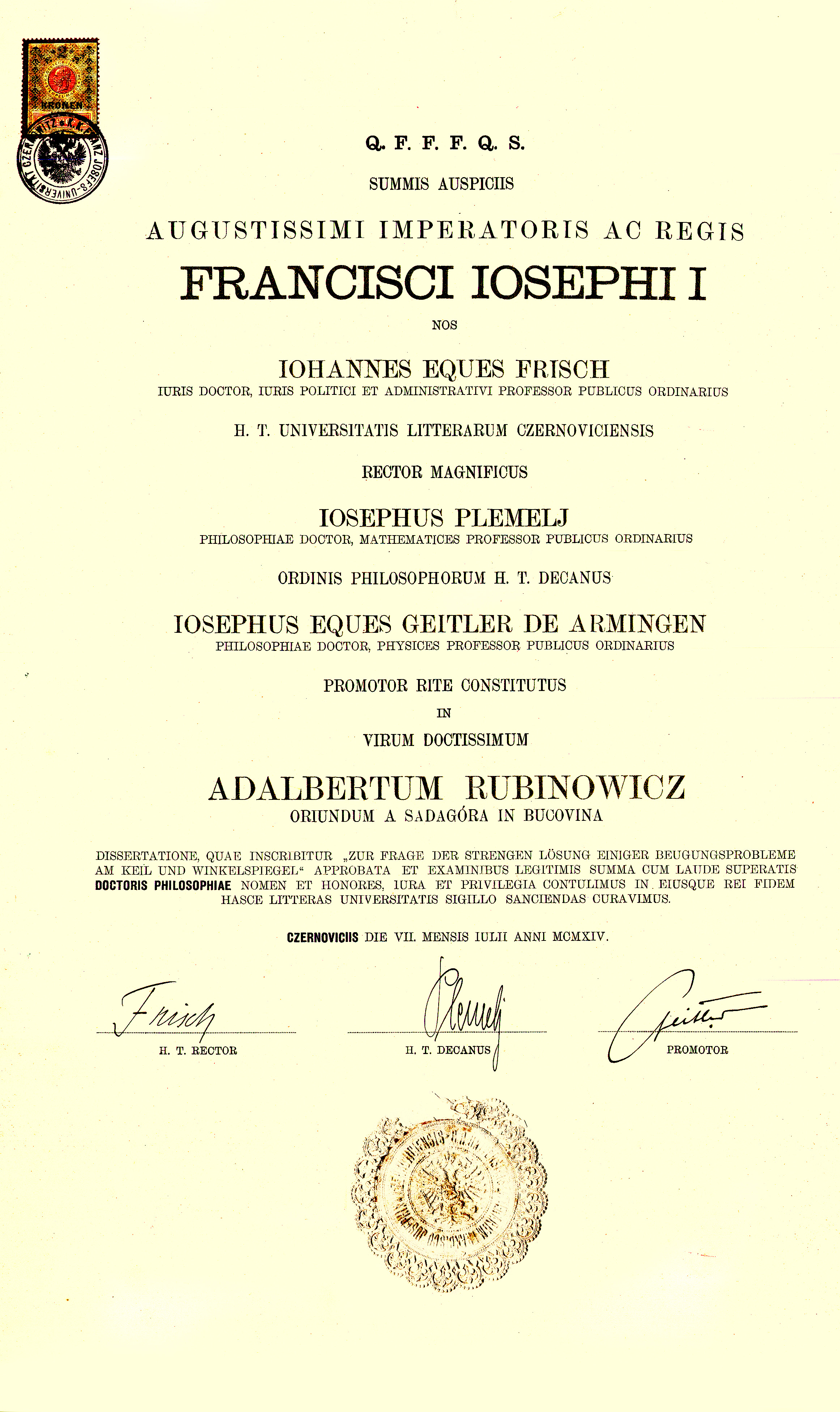
Diploma de doctorat oferită de Universitatea Franz Joseph din Cernăuți

S-a născut la Sadagura, lângă Cernăuți, în ducatul Bucovinei, când aceasta era încorporată în Imperiul austro-ungar, în familia Margaretei Brodowska și Damian Rubinowicz, patriot polonez, participant la răscoala polonezilor din 1863 împotriva ocupației ruse. În anul 1908 și-a început studiile la Universitatea din Cernăuți și și-a luat doctoratul în anul 1914. În anul 1916 a plecat la München, pentru studii postuniversitare, sub conducerea lui Arnold Sommerfeld și a devenit asistentul acestuia. În anul 1918 a obținut titlul de docent privat al Universității din Cernăuți. Peste doi ani este profesor la Universitatea din Liubliana, Slovenia, pe acea vreme în Iugoslavia. În anul 1922 este profesor la Institutul Politehnic (Politehnicumul) din Liov, iar în anii 1937-1941 este profesor la Universitatea "Jan Kazimierz" din Liov. În anii celui de Al doilea război mondial s-a aflat la Liov, unde a profesat la Universitate, dar s-a opus ocupației germane. Din anul 1946 este profesor de mecanică teoretică la Universitatea din Varșovia, pînă în anul 1960. În anii 1950-1953 este de asemenea profesor la Institutul de fizică teoretică a Universității din Varșovia. Din anul 1960 este profesor emerit. A decedat la 13 octombrie la Varșovia. Are un fiu Jan din căsătoria cu Elżbieta Norst. Este înmormăntat la cimitirul "Powązkowski" din Varșovia.

## Creația științifică
Ca fizician este cunoscut sub numele de Adalbert Rubinowicz, care este analogul german al numelui polonez "Wojciech". Contribuția principală științifică se referă la  teoria radiației, inclusiv teoria cuantică a radiației, extensiunea metodei de cuantificare Sommerfeld a teoriei atomice a luii Niels Bohr, precum și fizica matematică li teoria difracției. A publicat cărți în aceste domenii de cercetare. Aflîndu-se la München a dat o reprezentare originală a formulei difracției lui Gustav Kichhoff, deosebită de cea obținută de unul dintre discipolii lui Kirchhoff, Maggie, și care ulterior a devenit unanim aceptată. Unii scientologi polonezi îl consideră pe Rubinowicz ca pe unul dintre cei mai importanți fizicieni polonezi.

## Cărți
- Adalbert Rubinowicz "Die Beugungswelle in der Kirchhoffschen Theorie der Beugung" (1957, 1966)
- Adalbert Rubinowicz "Quantum Mechanics" (1968)
- Adalbert Rubinowicz "Sommerfeldsche Polynommethode: Die Grundlehren der mathematischen Wissenschaften in Einzeldarstellungen mit besonderer Berücksichtigung der * *Anwendungsgebiete" (Polnischer Verl. d. Wissenschaften, 1972)
- Adalbert Rubinowicz "Selected Papers" (Polish Scientific Publishers PWN, Varșovia 1975)

## Distincții și onoruri
- Membru-corespondent al Academiei Poloneze de Științe (1931)
- Membru al Academiei Poloneze (1952)
- Doctor Honoris Causa al Universității Humboldt din Berlin (1960)
- Doctor Honoris Causa al Universității Jagiellońiene din Cracovia (1964)
- Doctor Honoris Causa al Universității din Wrocław (1970)
- Tăbliță memorială instalată la Cernăuți, 2012

## Discipoli
La Liov:
- Jan Blaton,
- Wanda Hanusowa,
- Roman Stanisław Ingarden,
- Wasyl Milianczuk,
- Jerzy Rayski.

La Varșovia:
- Bohdan Karczewski,
- Wojciech Królikowski,
- Adam Kujawski,
- Jan Petykiewicz,
- Jerzy Plebański.